# Tetramethylendisulfotetramin
Tetramethylendisulfotetramin (zkráceně TETS) je organická sloučenina, derivát sulfamidu, používaná jako rodenticid. Jedná se o bílý prášek bez chuti a zápachu, slabě rozpustný ve vodě, dimethylsulfoxidu, a acetonu, a nerozpustný v methanolu a ethanolu. Lze jej vytvořit reakcí sulfamidu s roztokem formaldehydu v okyselené vodě.
Při krystalizaci z acetonu vytváří krychlové krystaly, tající při 255–260 °C.

## Toxicita
TETS je neurotoxin a konvulzivní látka, způsobuje smrtelné křeče; účinky jsou podobné jako u pikrotoxinu (ale silnější), antagonisty GABA-A receptoru často používaného ve výzkumu. Jedná se o jeden z nejnebezpečnějších pesticidů, přibližně 100krát toxičtější než kyanid draselný. TETS se váže na chloridové kanály neuronů, což často vyvolává status epilepticus; není znám žádný protijed. Smrtelná dávka pro člověka činí 7–10 mg. Otravu lze diagnostikovat pomocí plynové chromatografie s hmotnostní spektrometrií; léčba je především podpůrná, spočívá ve vysokých nitrožilních dávkách benzodiazepinů (jako je například klonazepam) a pyridoxinu, které mírní příznaky.
Tetramethylendisulfotetramin je účinný vůči myším. Jeho nebezpečnost byla zjištěna v roce 1949.

## Pokračující používání
V roce 1984 byla tato látka celosvětově zakázána, ale vzhledem ke stálé potřebě a snadné výrobě je v Číně stále dostupný a lze jej najít v některých nelegálně dovezených jedech na krysy. V roce 2004 zemřelo 74 lidí po pozření placek ochucených jarní cibulkou a v roce 2002 se objevilo 400 otrávených a 38 mrtvých po konzumaci otráveného jídla.
V roce 2002 byl ve Spojených státech amerických popsán případ otravy tetramethylendisulfotetraminem.